# Ludwig Carl Ditzinger

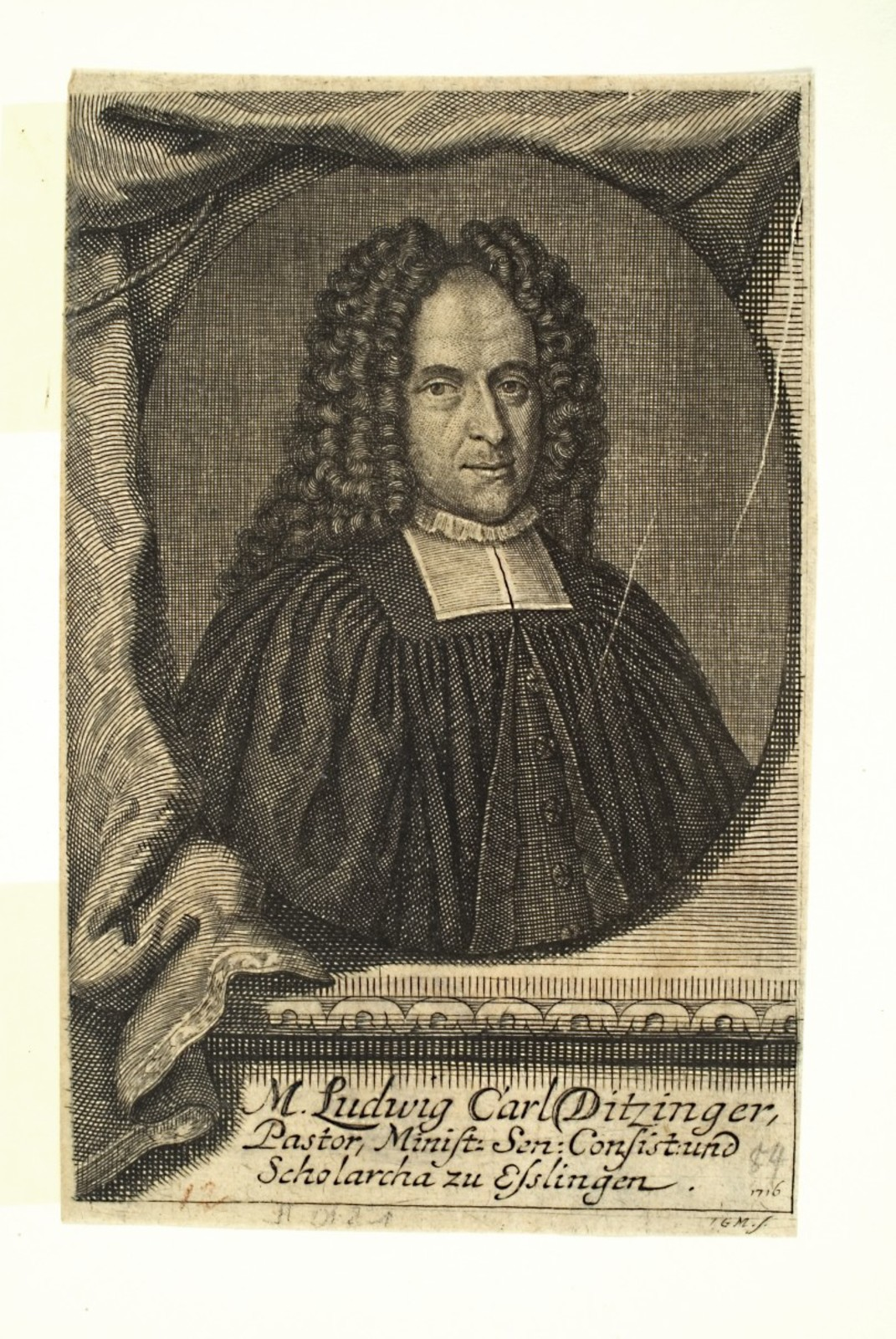
Ludwig Carl Ditzinger, 1716, Kupferstich von Johann Georg Mentzel

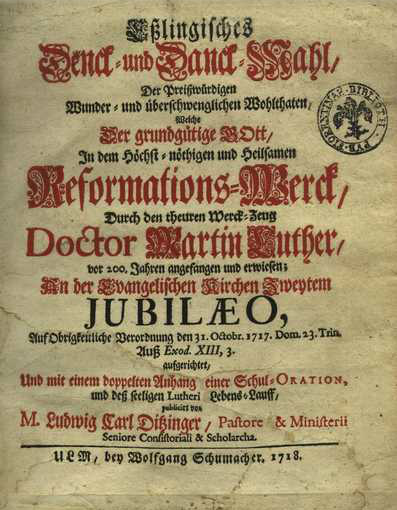
Denk- und Dank-Mahl...

Ludwig Carl Ditzinger, auch Dizinger (* 11. Juli 1670 in Berwangen; † 26. März 1731 in Esslingen am Neckar) war ein deutscher lutherischer Theologe.

## Leben
Ludwig Carl Ditzinger war ein Sohn des Johann Conrad Ditzinger und seiner Ehefrau Praxedis Sara, geb. Vischer. Er war Absolvent des Alumneums in Esslingen und immatrikulierte sich im April 1691 an der Universität Tübingen, kurz darauf an der Universität Altdorf. 1693 wurde er Magister; im Mai 1694 schrieb er sich an der Universität Straßburg ein. 1695 wurde er Pfarrer in Weinburg in der Grafschaft Lützelstein, zwei Jahre später wurde er erster Pfarrer und Kircheninspektor in Lützelstein. 1699 wurde er aus Lützelstein verjagt und fand eine Stelle als Diaconus in Esslingen, wo er von 1701 bis 1731 Oberpfarrer und ab 1702 auch Senior des Predigerministeriums, Konsistorialrat und Scholarch war.
Ditzinger publizierte mehrere Schriften, darunter 1708 einen Bericht über den Streit, der über eine zugespitzte theologische Aussage Martin Luthers entbrannt war, 1716 die Neu-gestimmte Harpffe Davids, d.i. Esslingisches erneuertes Gesang-Buch, 1718 einen evangelischen Unterricht von dem wahren und seeligmachenden Glauben und 1731 das Denk- und Dank-Mahl der preiswürdigen Wunder- und überschwenglichen Wohlthaten, welche der grundgütige Gott in dem höchst-nöthigen und heilsamen Reformations-Werck durch den  theuren Werck-Zeug Doctor Martin Luther vor 200 Jahren angefangen und erwiesen. Aus seiner Feder stammen außerdem zahlreiche Predigten anlässlich der Verehelichung oder Bestattung bekannter Zeitgenossen.
Ein Porträt des Ludwig Carl Ditzinger wurde als Kupferstich von Johann Georg Mentzel (1677–1743) verbreitet; Exemplare befinden sich unter anderem im Deutschen Historischen Museum und der graphischen Sammlung der Universitätsbibliothek Heidelberg.

## Veröffentlichungen
- Huldigungspredigt (Esslingen 1705)
- Gründlicher Bericht über den Wortstreit (Esslingen 1708)
- Esslingisches Frohlocken (Esslingen 1711)
- Gratulations- und Freudenzuruf (Esslingen 1716)
- Esslingisches Dank- und Denkmal (Esslingen 1718)
- Die große Sonn- und Mond-Conjunktion (Esslingen 1718)
- Symbolische Glaubens- und Lebenskraft (Esslingen 1718)
- Gründlicher Bericht über die Kirchenreform (Esslingen 1718)
- Neu-gestimmte Harpffe Davids (Esslingen 1745)